# Reinier Swanenburg (1675-1744)
Reinier Swanenburg (Gouda, gedoopt 16 augustus 1675 – aldaar, 18 augustus 1744) was een Goudse koopman, belastingpachter en eigenaar van onroerend goed.

## Leven en werk
Swanenburg werd in 1675 in de Remonstrantse kerk van Gouda gedoopt als zoon van de scheepsbouwer Leendert Janse Swanenburg en diens tweede vrouw Cornelia Evertse van Harthals, dochter van een belastingpachter. Swanenburg was behalve koopman evenals zijn grootvader van moederskant belastingpachter. Hij wist een dermate groot kapitaal te vergaren dat hij in de eerste helft van de 18e eeuw behoorde tot de vijftien rijkste inwoners van Gouda. Ook was hij een van de negen inwoners van Gouda, die in het bezit waren van een buitenplaats. In 1720 had hij het buitenverblijf Tristenburg gekocht van de dichter en speculant Robert Hennebo. Het verblijf kreeg vanaf die tijd de nieuwe naam Actiehoven. Het buitenverblijf was gelegen aan de Schielands Hoge Zeedijk langs de Hollandse IJssel nabij Gouda. In de tuin van zijn buitenverblijf werd een gemaal gebouwd, waarvan hij de pachtinkomsten inde. Hij woonde in Gouda aan de Lage Gouwe (in het huis later voorzien van huisnummer 70, De Kaetsbaan genoemd) en kocht grond aan de Raam. Hij was kapitein van de plaatselijke schutterij. In 1730 kocht hij het pand "De grauwe Gans" aan de Oosthaven in Gouda. Zijn zoon Leonard (steenfabrikant) en zijn gelijknamige kleinzoon Reinier (burgemeester) zouden dit pand bewonen.
Swanenburg trouwde op 16 juni 1698 in Gouda met Hendrikje de Lange uit Langerak, Uit hun huwelijk werden drie zonen geboren. Een zoon overleed kort na zijn geboorte. Beide andere zonen wisten het familiebezit verder te vergroten. Zijn kleinzoon Reinier vervulde tal van regentenfuncties in Gouda, waaronder die van burgemeester.
Swanenburg overleed in augustus 1744 op 69-jarige leeftijd in zijn woonhuis aan de Gouwe te Gouda. Hij werd begraven in de Sint-Janskerk aldaar.

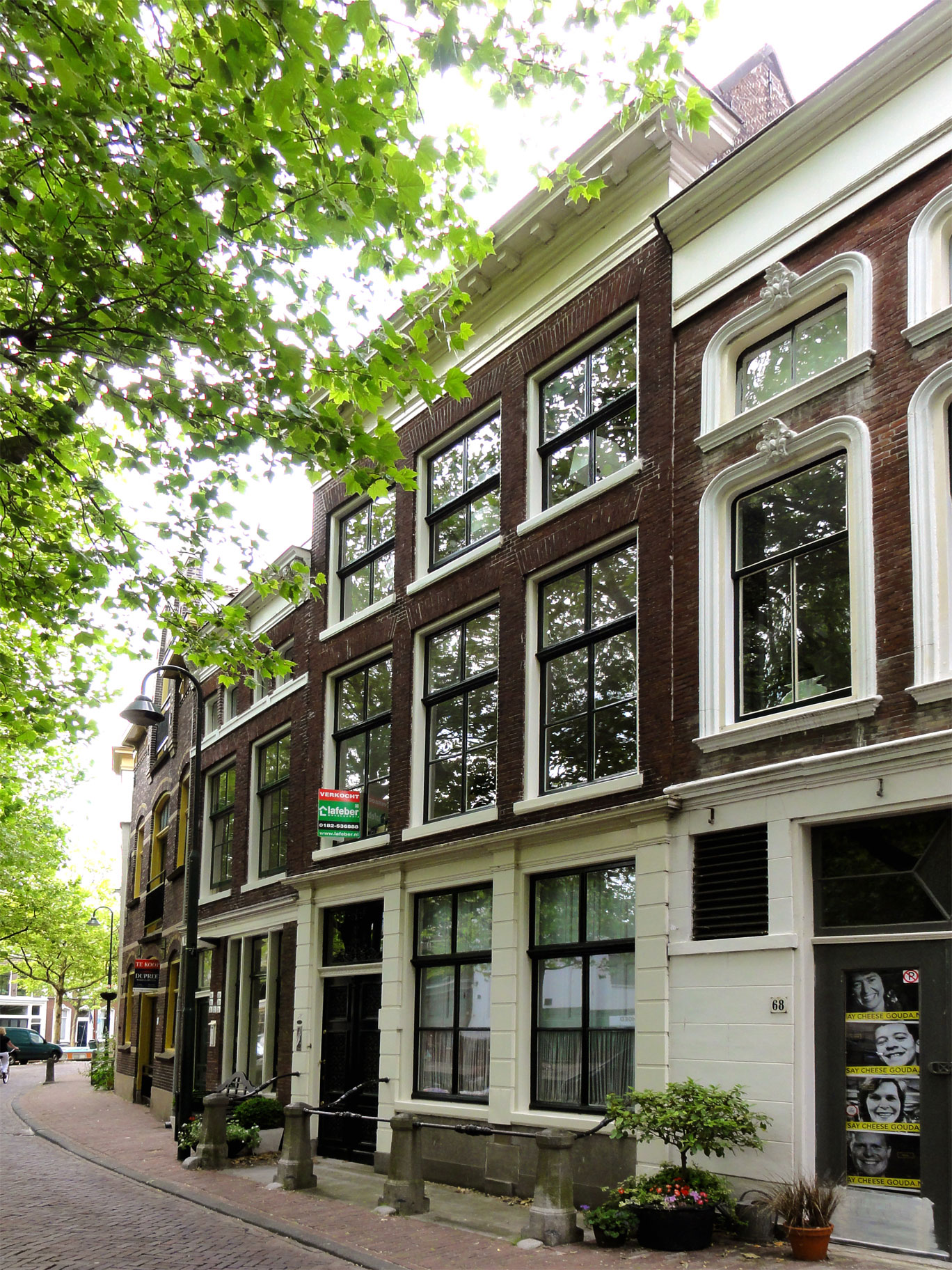
De Lage Gouwe 70 anno 2010, Swanenburg bewoonde dit pand